# Тофер Грејс
Кристофер Џон Грејс (енгл. Christopher John Grace; рођен Њујорк, Њујорк, 12. јул 1978), познатији као Тофер Грејс (енгл. Topher Grace), амерички је позоришни, филмски и ТВ глумац, најпознатији као Ерик Формен у хит телевизијској серији Веселе седамдесете.
Познат по улогама у филмовима као што су П.С., Одведи ме кући, Звездани састанак, Путеви дроге (2000), Осмех Мона Лизе (2003), Играј своју игру 2 (2004), Спајдермен 3 (2007) и Предатори (2010).